# きく4号
きく4号（英語: Engineering Test Satellite - III、ETS-III）は宇宙開発事業団 (NASDA) が打ち上げた人工衛星（技術試験衛星）である。技術試験衛星III型なのに愛称がきく4号なのは、先にN-IIロケット1号機によって技術試験衛星IV型が打ち上げられ、きく3号の愛称が与えられたため。

## 目的
大電力を必要とする中高度の地球観測衛星などの開発に必要な三軸制御、太陽電池パドルの展開、能動式熱制御などの技術試験・確認を目的としている。

## 特徴
三軸衛星技術の早期確立のため、自主設計を基調とし、可能な限り国産技術の育成、国産部品の活用を図っている。

## 開発
3機目の技術試験衛星として1973年度に概念設計を行い、衛星システムの構想がまとめられた。この成果をもとに1975年度と1976年度に予備設計を実施、最適な衛星システムの選定を行い、基本設計仕様を決定した。搭載実験機器については1976年度に予備設計を実施し、基本設計仕様を決定した。これらの成果によって1977年度から開発を開始し、基本設計を行った。1978年度には詳細設計を実施した他、プロトタイプモデル(PM)及びフライトモデル(FM)の製作・試験を開始した。

## 運用
1982年9月3日にN-Iロケット7号機で種子島宇宙センターから打ち上げられた。打ち上げ後56分までにデスピン、太陽電池パドル展開、地球サーチ・捕捉、ヨー捕捉、太陽捕捉・追尾の制御を正常に実施し、三軸姿勢を確立した。
70日間の初期段階においては、基本機器及び搭載実験機器の機能・性能が正常であることを確認した。打ち上げ約2ヶ月後から定常段階に移行し、ビジコンカメラによる地球撮像などの実験を開始した。1983年9月2日からの後期利用段階でも略円軌道を保持したまま軌道実験を継続した。姿勢制御用燃料が枯渇したため1985年3月8日に運用を終了した。